# Paulo Medina
Paulo Geraldo de Oliveira Medina (São João Nepomuceno, 13 de julho de 1942 — Belo Horizonte, 3 de abril de 2021) foi um jurista brasileiro. Foi ministro do Superior Tribunal de Justiça de 2001 a 2010, quando foi aposentado compulsoriamente pelo Conselho Nacional de Justiça.

## Carreira
Paulo Medina formou-se bacharel em direito pela Universidade Federal de Juiz de Fora em 1965. Foi vereador do município de Rochedo de Minas de 1961 a 1965, e advogado de 1966 até 1968, quando foi aprovado no concurso público para ingresso na magistratura mineira como juiz de direito substituto.
Foi promovido a desembargador do Tribunal de Justiça de Minas Gerais em 1991. Presidiu a Associação dos Magistrados Mineiros de 1993 a 1995, a Associação dos Magistrados Brasileiros de 1995 a 1997 e a Federação Latino-Americana de Magistrados de 1997 a 1999.
Em 2001, foi nomeado ministro do Superior Tribunal de Justiça, em vaga destinada a membro de tribunal estadual.

## Aposentadoria e ação penal
Em 26 de novembro de 2008, o Supremo Tribunal Federal (STF) decidira abrir ação penal contra o ministro Paulo Medina, pelos crimes de prevaricação (uso de cargo público para obter vantagens pessoais) e corrupção passiva. A denúncia analisada pelo Supremo foi apresentada pelo procurador-geral da República, Antonio Fernando de Souza, e acusa Paulo Medina e outras quatro pessoas – sendo outros dois magistrados e um procurador – de participar de um esquema de venda de sentenças para favorecer a organização criminosa envolvida em exploração de jogos ilegais, investigada pela Polícia Federal na Operação Furacão.
Em 3 de agosto de 2010, o ministro Paulo Medina foi aposentado compulsoriamente, por unanimidade, pelo Conselho Nacional de Justiça (CNJ), pela acusação de vender decisões e de ter recebido cerca de R$ 1 milhão para beneficiar empresas do ramo do jogo com máquinas caça-níqueis. O ministro, até então afastado, foi aposentado com proventos proporcionais ao que recebia enquanto exerceu o cargo, de cerca de R$ 25 mil. Essa foi a primeira vez que o CNJ, criado em 2005, aposentou um ministro de tribunal superior, e é a maior punição administrativa que um magistrado pode sofrer (ainda são possíveis as punições civil e criminal). Segundo o relator do caso, ministro Gilson Dipp, as condutas do magistrado foram incompatíveis com a função exercida.
Com o a sua aposentadoria, cessou a competência do Supremo Tribunal Federal, tendo sido o processo remetido à Primeira Instância da Justiça Federal de Minas Gerais.

## Morte
Morreu em 3 de abril de 2021, aos 78 anos, de COVID-19.